# Chris O'Donnell
Christopher Eugene "Chris" O'Donnell (26 de junho de 1970, Winnetka, Illinois) é um ator norte-americano de cinema e televisão. 
É conhecido por seu papel como Robin nos filmes Batman Forever e Batman & Robin. Atualmente ele interpreta o agente G. Callen na série NCIS: Los Angeles (spin-off de NCIS).

## Biografia
Christopher O'Donnell nasceu em Winnetka, Illinois, filho de William Charles O'Donnell, gerente geral da rádio WBBM-AM e Julie Ann Rohs von Brecht. Ele é o mais novo de sete filhos, com quatro irmãs e dois irmãos, e é descendente de alemães e irlandeses. Ele foi criado em uma família católica romana e frequentou escolas católicas romanas.

## Filmografia

### Cinema
| Ano  | Título                                   | Papel                    | Notas                                           |
| ---- | ---------------------------------------- | ------------------------ | ----------------------------------------------- |
| 1990 | Men Don't Leave                          | Chris Macauley           |                                                 |
| 1991 | Fried Green Tomatoes                     | Buddy Threadgoode        |                                                 |
| 1992 | School Ties                              | Chris Reece              |                                                 |
| 1992 | Scent of a Woman                         | Charlie Simms            | Prêmio Globo de Ouro de Melhor Ator Coadjuvante |
| 1993 | The Three Musketeers                     | D'Artagnan               |                                                 |
| 1994 | Blue Sky                                 | Glenn Johnson            |                                                 |
| 1995 | Circle of Friends                        | Jack Foley               |                                                 |
| 1995 | Mad Love                                 | Matt Leland              |                                                 |
| 1995 | Batman Forever                           | Dick Grayson/Robin       |                                                 |
| 1996 | O Segredo                                | Adam Hall                |                                                 |
| 1996 | In Love and War                          | Ernest 'Ernie' Hemingway |                                                 |
| 1997 | Batman & Robin                           | Dick Grayson/Robin       |                                                 |
| 1999 | Cookie's Fortune                         | Jason Brown              |                                                 |
| 1999 | The Bachelor                             | Jimmie Shannon           |                                                 |
| 2000 | Vertical Limit                           | Peter Garrett            |                                                 |
| 2002 | 29 Palms                                 | The Hitman               |                                                 |
| 2004 | Kinsey                                   | Wardell Pomeroy          |                                                 |
| 2005 | The Sisters                              | David Turzin             |                                                 |
| 2008 | Kit Kittredge: An American Girl          | Jack Kittredge           |                                                 |
| 2008 | Max Payne                                | Jason Colvin             |                                                 |
| 2010 | Cats & Dogs: The Revenge of Kitty Galore | Shane                    |                                                 |
| 2010 | A Little Help                            | Bob Pehlke               |                                                 |